# 拓未司
拓未 司（たくみ つかさ、1973年10月13日 -）は、日本の小説家、推理作家。『禁断のパンダ』で宝島社主催の第6回『このミステリーがすごい!』大賞で大賞を受賞。

## 経歴・人物
- 岐阜県可児市出身。兵庫県神戸市在住。
- 大阪あべの辻調理師専門学校卒業後、神戸のフランス料理店に就職し、その後様々な飲食業に従事していた。
- 宮部みゆきの『火車』に感銘を受けたことが、作家に転身するきっかけになった。
- 既婚者であり、現在、長男がいる。
- 同じ『このミステリーがすごい!』大賞出身の佐藤青南についてブログで度々ネタにしている。
- 『このミステリーがすごい!』大賞出身で同じく関西在住の上甲宣之、喜多喜久とは度々飲み会を開く仲である。

## 作品リスト

### 単著

#### ビストロ・コウタシリーズ
- 禁断のパンダ（2008年1月 宝島社 / 2009年10月 宝島社文庫【上・下】）
- 蜜蜂のデザート（2008年12月 宝島社 / 2011年8月 宝島社文庫）

#### その他
- 紅葉する夏の出来事（2010年8月 宝島社 / 2012年6月 宝島社文庫）
- 虹色の皿（2010年11月 角川書店）
- 恋の病は食前に（2011年5月 朝日新聞出版）
- ボトムレス（2011年10月 NHK出版）

### アンソロジー
「」内が拓未司の作品
- 10分間ミステリー（2012年2月 宝島社文庫）「澄み渡る青空」
- 5分で読める！ ひと駅ストーリー 乗車編（2012年12月 宝島社文庫）「揺れる最終電車」
- エール！ 2（2013年4月 実業之日本社文庫）「晴れのちバイトくん」
- もっとすごい！ 10分間ミステリー（2013年5月 宝島社文庫）「母の面影」
- 5分で読める！ ひと駅ストーリー 夏の記憶 西口編（2013年7月 宝島社文庫）「後追い」
- 5分で読める！ ひと駅ストーリー 冬の記憶 西口編（2013年12月 宝島社文庫）「ある雪男の物語」
- 5分で読める！ ひと駅ストーリー 本の物語（2014年12月 宝島社文庫）「セカンドライフ」
- 5分で凍る！ ぞっとする怖い話（2015年5月 宝島社文庫）「母の面影」「後追い」
- 5分で読める！ ひと駅ストーリー 食の話（2015年10月 宝島社文庫）「料理人の価値」
- 10分間ミステリー THE BEST（2016年9月 宝島社文庫）「澄み渡る青空」

### 単著未収録作品
- 妊娠エレジー（幻冬舎『PONTOON』2011年1月号 - 2012年6月号、連載終了）
- 彼女のような影（実業之日本社『月刊ジェイ・ノベル』2012年11月号 - 2013年12月号、連載終了）

## 映像化作品

### バラエティー
- 超再現!ミステリー（日本テレビ、2012年5月1日、原作：蜜蜂のデザート）